# Pangasius sanitwongsei
Pangasius sanitwongsei – gatunek słodkowodnej ryby sumokształtnej z rodziny Pangasiidae, krytycznie zagrożony wyginięciem. Dorasta zwykle do 50 cm, maksymalnie do 3 m długości. 

## Występowanie
Azja Południowo-Wschodnia – dorzecza Menamu i Mekongu.